# 2022年ロシア・ウクライナ和平交渉
2022年ロシア・ウクライナ和平交渉（2022年ロシア・ウクライナわへいこうしょう）について、この項目では述べる。

## 概要
2022年のロシアのウクライナ侵攻を停止し、休戦協定でウクライナ紛争を終結させるための和平交渉が数回行われている。最初の会合は侵攻開始から4日後の2月28日にベラルーシ・ホメリ州（詳細な位置は非公開）で行われたが、何の成果も得られず終了し、両国の代表団は協議のために各々の首都に戻った。第二、第三の和平交渉は2022年3月3日と3月7日に、ポーランドとの国境に近いベラルーシのブレスト州で行われた。第四、五ラウンドの和平交渉はトルコのイスタンブールで3月10日と14日に行われた。
和平交渉と国境の安定は5月9日の週にウクライナ議会で更に議論された。2022年ウクライナの東部反攻を受けて、ロシアは和平交渉の呼びかけを復活させたが、ウクライナ指導部は対話の再開を拒絶し、ロシア政府は真に和平に取り組んでおらず、ロシア軍部隊を再編制する間の単なる時間稼ぎだと主張した。

## 背景
2022年2月24日、ロシア大統領のウラジーミル・プーチンはウクライナ東部で「特別軍事作戦」を実施すると発表した。その後、数千人のロシア軍部隊がウクライナに入り、ウクライナの軍民のインフラを砲撃の標的にした。侵攻初期、プーチンはドミトリー・コザクが提案した、ウクライナがNATOに加盟しない保証と引き換えに敵対行為を終わらせる暫定和平協定を却下した。
ウクライナ大統領のウォロディミル・ゼレンスキーとベラルーシ大統領のアレクサンドル・ルカシェンコは2月27日の会談で、ウクライナの代表団がプリピャチ川付近のベラルーシ国境で前提条件無しでロシアの当局者と会談することで合意した。ルカシェンコはゼレンスキーに対し、ベラルーシ領内の全ての航空機、ヘリ、ミサイルは交渉中は地上に留まることを保障した。
3月16日までに、ミハイロ・ポドリャクがウクライナの和平代表団の主任交渉者に任命された。ポドリャクは、15項目の和平案にはウクライナでのロシア軍の前進した位置からの撤退並びにロシアの軍事行動が再開された場合の軍事支援と同盟の国際保証、引き換えにウクライナはNATO加盟をこれ以上追い求めることはしない、が含まれることを示した。

## 交渉

### 和平交渉: 侵攻の第一段階（2月24日 - 4月7日）

#### 第一回（2月28日）
最初の和平交渉は2月28日にベラルーシ国境付近で始まった。ウクライナ大統領府は、主要目標は即時停戦とロシア軍のウクライナからの撤退を求める事であると述べた。交渉はすぐには合意には至らなかった。

#### 第二次ラウンド（3月3日）
3月3日、和平交渉の第二ラウンドが始まった。双方は民間人の避難のための人道回廊の開設で合意した。ロシアの要求は、ウクライナがロシア占領下のクリミアを承認すること、分離主義者が支配するルハーンシクとドネツクの独立、そして「非軍事化」と「非ナチ化」であった。ウクライナ外相のドミトリー・クレーバは、自国は交渉を再開する準備ができているが、ロシアの要求は変わっていないと述べた。
3月28日、ロシアの億万長者ロマン・アブラモヴィッチとウクライナの政治家ルステム・ウメロフを含むウクライナの交渉チームの三人のメンバーが中毒の疑いで苦しんでいると報じられた。独立紙「Meduza」によると、毒を盛られる前、ウメロフはクレムリンとロシア国営メディアからアメリカのスパイであり、ウクライナの利益となるように交渉を引き延ばしていると非難されていた。ウメロフはその後Facebookに自身は「大丈夫」だとし、人々に「未確認情報」を信用しないよう呼びかけた。

#### 第三次ラウンド（3月7日）
戦闘と爆撃が続く中、第3回目の交渉が3月7日に始まった。合意はまだ達成できていないものの、ウクライナ側の交渉人で大統領顧問のミハリオ・ポドリャクは「人道回廊のロジスティックスに関して一部の小さな前向きな変化があった」とツイートした。しかし、3回目の交渉の前に、1回目の交渉に参加していたウクライナ代表団の一人、デニス・キレフが射殺されていたことが明らかになり、ロシアとウクライナの双方が「相手国のスパイだった」と主張した。

#### アンタリャ外交フォーラム（3月10日）
3月10日、トルコ外相のメヴリュット・チャヴシュオールを仲介者として、ロシア外相のセルゲイ・ラブロフとウクライナ外相のドミトロ・クレーバは、トルコのアンタルヤで侵攻開始以降初となるハイレベルでの会談を行った。ウクライナは特にマリウポリの民間人への支援と避難のための24時間停戦の交渉を試みたが、2時間の交渉の後、合意に達することはなかった。マリウポリへの空爆は続いた。

#### 第四次ラウンド（3月14 - 17日）

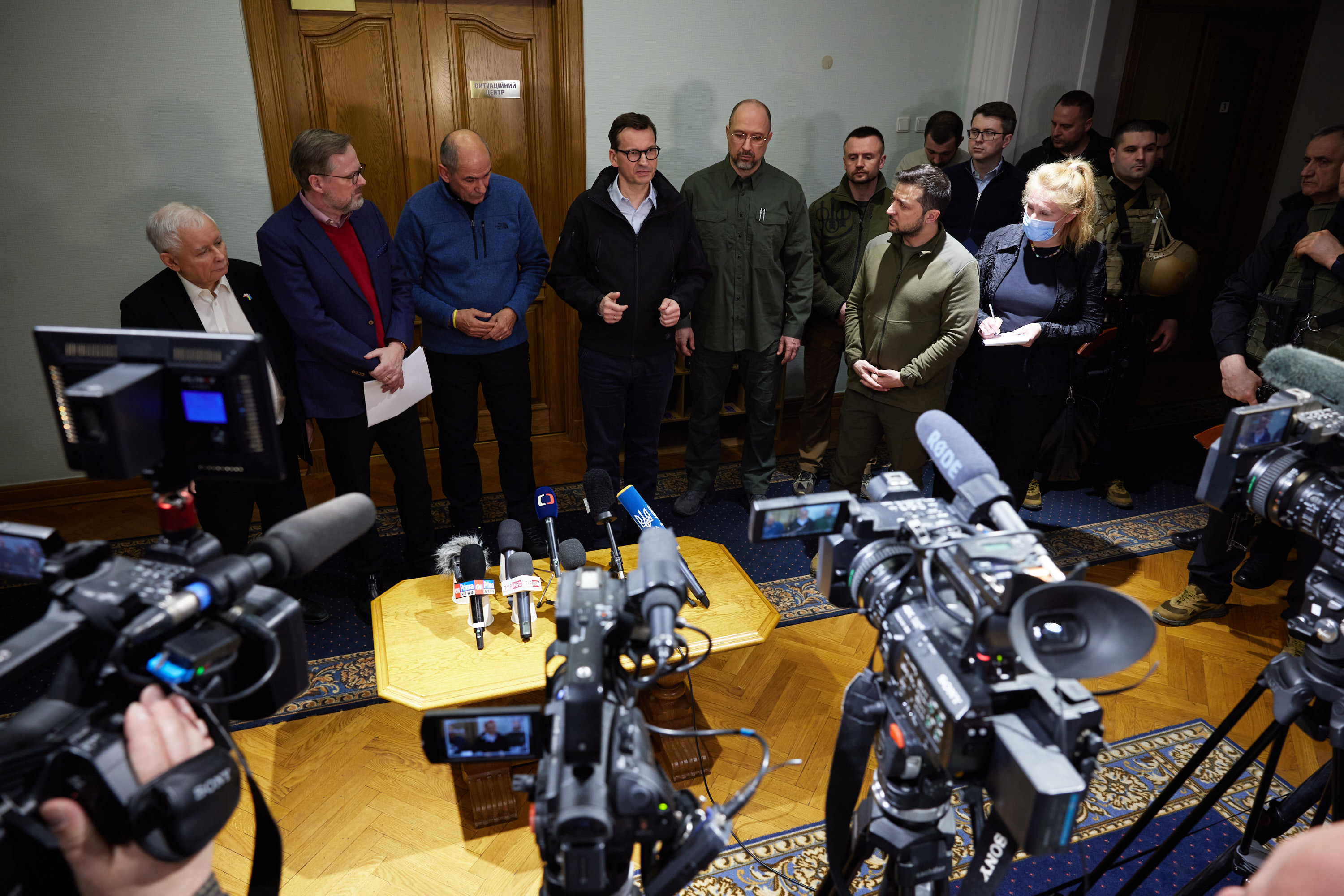
2022年3月15日、侵攻開始以来初のウクライナへの政府代表団としてポーランド、チェコ、スロベニアの首相がキーウでゼレンスキーと会談した

交渉の第四次ラウンドはビデオ会議形式で3月14日に始まった。交渉は数時間続き、進展が無く終わった。双方は3月15日に対話を再開し、 その後、ウォロディミル・ゼレンスキーは停戦協議について「交渉に現実味が出てきた」と語った。
双方は3月16日に再び会談を再開した。その日遅くに、フィナンシャル・タイムズは3月14日に初めて議論され、ロシア側と交渉された15項目の計画がゼレンスキーによって戦争の終結により現実的なものであると確認されたと報じた。3月17日の4日目の交渉の後、ロシアは合意に達していないと述べた。交渉を受けて、フランス外相のジャン＝イヴ・ル・ドリアンは、ロシアは他の場所で用いた戦略に沿って「交渉するふりをしている」だけだと警告した。
3月20日、交渉仲介者のトルコ外相メヴリュット・チャヴシュオールは、交渉は「進展している」と述べた。「誠実な仲介者及びファシリテーター」としての自身の役割に言及したチャヴシュオールは、それ以上の詳細を殆ど明らかにしなかった
イスラエル議会での演説の後、ゼレンスキーはイスラエルも和平交渉を奨励しようとしていると述べた。

#### 第五次（3月21日）
3月21日の交渉の第五次ラウンドでは突破口を開くことはできず、ゼレンスキーは戦争終結のためにプーチンとの直接会談を求めた。セルゲイ・ラブロフは、双方が和解に近づいた場合にのみ、両大統領間の直接会談が行われると述べた。

#### 和平交渉の再開: 3月29日 - 30日
3月28日、和平交渉が3月29日にイスタンブールで再開される見通しが示され、ゼレンスキーはインタビューの中で、「ウクライナの安全保障と中立化、非核の立場に向かう準備ができている」と述べ、NATOの加盟に代わる新たな安全保障の枠組みについて議論する用意がある考えを示した。3月29日、エストニア首相のカヤ・カッラスはフランス外相のル・ドリアンとの合意の中で、ロシアのウクライナに関する平和的交渉、またはキーウからの撤退に関するあらゆるロシアの申し出は、その他の国との同様の平和交渉でのロシアの信頼性の欠如の歴史に基づき、外交的に懐疑的に見なされるべきと指摘した。

### 和平交渉: 侵攻第2、3段階（4月7日～現在）

#### 2022年4月
ウクラインスカ・プラウダの5月のレポートによると、ロシア側はゼレンスキーとプーチンの会談の準備ができていたが、ウクライナでのロシアの戦争犯罪の発覚と4月9日のイギリス首相ボリス・ジョンソンのサプライズ訪問の後、中止された。ジョンソンはゼレンスキーに対し、「プーチンは戦争犯罪人だ。交渉ではなく、彼には圧力をかけるべきだ」「たとえウクライナが保証に関するプーチンとのいくつかの合意に署名する準備ができていたとしても、彼らはそうではない」と伝えた。ジョンソンがキーウを離れてから三日後、プーチンはウクライナとの交渉は「行き詰まった」と公の場で語った。更に三日後、ロマン・アブラモヴィッチが交渉の再開を試みてキーウを訪問したが、中立の当事者ではないとしてゼレンスキーに拒絶された。
4月7日、ロシア外相のセルゲイ・ラブロフは、ウクライナが提出した和平合意案には「容認できない」内容が含まれ、双方がこれまでに合意した案から逸脱しているとしつつも、ロシアは自国の要求を確実に満たすために和平交渉を続けると述べた。また、ラブロフは「こうした合意する能力の欠如はウクライナ政府の真の意図で、達成した理解から遠ざかることで交渉を引き延ばし、台無しにしようとする姿勢を改めて浮き彫りにしている」と述べた。ウクライナ側交渉団のミハイロ・ポドリャク大統領顧問はロイターに宛てた声明で、ラブロフは交渉に直接関与しておらず、ラブロフのコメントは「純粋たるプロパガンダ目的」で、首都キーウ近郊ブチャで民間人とみられる遺体が多数見つかったことから注意をそらそうとしていると述べた。
4月11日、オーストリア首相のカール・ネハンマーはモスクワを訪問し、プーチンとの対面会談を行った（欧米首脳のモスクワ訪問は侵攻以来初めて）。会談後、ネハンマーは「プーチン氏との会話はとても率直で、オープンで、厳しかった」と述べた。また、「プーチン氏は戦争の論理に没入している。楽観的印象はない」と述べ、外交による事態の収拾は困難との認識を示した。4月26日までに国連事務総長のアントニオ・グテーレスは、プーチンとラブロフと個別に会談する目的でロシアを訪問し、彼らとの会談後、グテーレスは主に両国それぞれが現在採用している侵攻の状況についての両国の見解が大きく異なっているため、ロシアとウクライナ間の相違点の短期的解決について懐疑的な見方を示した。

#### 2022年5月
5月1日、ラブロフは「私は間違っているかもしれないが、ヒトラーにもユダヤ人の血が流れていた」と述べ、イスラエル外相などから発言を非難された。5月5日、プーチンはイスラエル・ロシア首脳のウクライナについての電話会談でラブロフ発言を撤回して謝罪し、ベネット首相は謝罪を受け入れた。和平交渉と国境の安定について5月9日の週にウクライナ議会で更に議論された。同週にスウェーデンとフィンランドはNATOへの正式加盟を申請した。
5月13日、米国防長官のロイド・オースティンは、ロシア国防相のセルゲイ・ショイグと侵攻前の2月18日以来となる電話会談を行った。この電話会談は約一時間続き、オースティンは即時停戦を促した。
5月15日、プーチンはロシア、カザフスタン、キルギスタン、アルメニア、タジキスタン、ベラルーシで構成される集団安全保障条約（CSTO）を招集し、ウクライナとNATOに関連する平和と国境警備の問題について議論した。ロシアのショイグ国防相は、フィンランドとスウェーデンがNATOに加盟申請したことなどへの対抗措置として、ロシアのフィンランド国境などと接する西部軍管区に、年末までに12の部隊を増強する方針を発表した。5月22日、ロシアのウクライナ侵攻の平和的解決を支援するための日米間の協力について議論するために日本を訪れていたバイデンは、 現在の米国の台湾との条約は、ロシアの軍事作戦に抵抗するウクライナへの財政支援の限界とは対照的に、中国が外交的または軍事的圧力を加えた場合、米国が台湾に直接軍事支援を提供することになると述べた。
ゼレンスキーは、ウクライナは平和と引き換えにクリミアとドンバスの支配権をロシアに譲るべきだとする元米外交官のヘンリー・キッシンジャーの提案を非難した。5月25日、ゼレンスキーはロシアがクリミアとドンバス地域をウクライナに返還することに同意するまでウクライナが和平に合意しないと述べた。CNNの独占インタビューで、ゼレンスキーは「ウクライナ人はこれらの領土がロシアに属するということを受け入れるために自らの土地を手放す準備はできていない。これは私達の土地だ」と語った。2022年9月時点で、これらの和平交渉は無期限に凍結されている。

#### 2022年9月
9月にロイターは、関係筋の話として、ウクライナ侵攻が始まった時点でドミトリー・コザクがNATOへの加盟をしないとの約束をウクライナ側から取り付けていたが、コザクの交渉を当初支持していたプーチンが、コザクから合意案を提示された際に譲歩が不十分と主張し、目標を変更してウクライナ領の大部分を併合する意向を示した結果、合意は採用されなかったと報じた。同月、ウクライナはメキシコが提案した和平案を拒否した。
9月21日、ゼレンスキーは国連総会で録画演説し、平和に至る5条件として「侵略行為への処罰」「人命の保護」「安全と領土保全の回復」「安全の保障」「自国防衛への決意」を挙げ、この実現なしに和解や解決はあり得ないと訴えた上で、逆に実行すれば事実上の国連改革につながると述べた。ゼレンスキーはビルド紙に、ロシアがウクライナ領土からロシア軍部隊を撤退させない限り、プーチンと会談する可能性はほぼないと述べた。ロシアの侵攻中に占領したウクライナ領土の4地域をロシアに併合するとのプーチンの発表を受けて、ゼレンスキーはプーチンが大統領の間はロシアとの和平交渉を開催しないことを発表した。

#### 2022年10月
2022年10月のウクライナへのミサイル攻撃後、国連でロシアを非難する事を控えていた中国とインドは懸念を表明し、緊張緩和と対話を求めた。トルコのエルドアン大統領は、外交的解決への希望を表明し、プーチンが「今は潜在的な和平交渉に対してよりオープンになっている」としたうえで、キーウは「そのような和平交渉を拒絶していない」と述べた。ロシア政府は、同国は新たな対話の用意があり、実際に敵対行為を終わらせる交渉には常にオープンであると発表した。ウクライナ指導部はロシアは真に和平に取り組んでいるとは考えておらず、単に将来の攻勢に向けてロシアの軍事力を再構築する間の時間稼ぎを行うことを望んでいると応じた。
2022年10月、イーロン・マスクは、ロシアのウクライナ侵攻の「和平案」（9月の住民投票を国連の監視下でやり直す、2014年にロシアが併合したクリミア半島を正式にロシア領とする、ウクライナが（軍事的）中立を保つ、など）をツイートし、ツイッターのアンケート機能で是非を問うた上で、「最終的にはこのような（自分が提案した通りの）結末になる可能性が高い」とも付け加えた。

#### 2022年11月
11月7日の動画演説で、ウクライナ大統領のゼレンスキーは、ロシアとの和平交渉を開始する前提として、「ウクライナの領土保全の回復」「国連憲章の尊重」「戦争による全損害の賠償」「すべての戦争犯罪人の処罰」「二度と（侵略）しない保証」の5項目を挙げ、「ロシアを強制的に交渉の席に着かせることが重要だ」と訴えた。
米統合参謀本部議長のマーク・ミリーは、ウクライナでの戦争は純粋な軍事的手段では勝利できないと述べ、ウクライナとロシアに「政治的解決策」を見つけるよう促した。

#### 2022年12月
2022年12月26日、AP通信のインタビューで、ウクライナ外相のドミトロ・クレバは、2023年2月末までに国連を会場にグテーレス事務総長を仲介者とした、ロシアとの停戦に向けた「和平サミット」を開きたいとの考えを示し、ロシアが同サミットに参加するには戦争犯罪の裁判を受けることが条件だとした。
ロシア大統領報道官のドミトリー・ペスコフは、ウクライナとの停戦交渉再開について、プーチンが併合を宣言した4州をロシア領として認めない和平案を受け入れることはないとの立場を改めて示した。
2022年12月28日、ロシア外務大臣のセルゲイ・ラブロフは、交渉が再開されるためには、ウクライナはロシアによるウクライナの4地域の併合を承認するべきだと述べた。

## 穀物輸出
ロシアとウクライナは2022年7月22日にトルコ及び国連と協定を結んだ。この合意は発展途上国の不足を緩和するために両国の穀物とロシアの肥料の黒海を経由した輸出の安全確保を目的としていた。翌日、ロシアはウクライナの穀物が通過する港湾都市オデッサにミサイルを発射し、ウクライナの港は安全ではないと正式に宣言した。2022年8月1日、合意後の輸出再開第1号となるウクライナ産穀物を積んだレバノン行きの貨物船がオデッサの港から出航した。

## 世論調査
キーウ国際社会学研究所（KIIS）が2022年5月13～18日に実施した世論調査では、ウクライナ人の82%がたとえ戦争が長引いたとしてもロシアへのいかなる領土の譲歩も支持しないと述べた。2022年9月に実施されたKIISの別の世論調査では、ウクライナ人の87%がロシアへのいかなる領土の譲歩に反対していることが判明した。
2022年10月末にレバダセンターが実施した調査によると、ロシア人回答者の57%がウクライナとの和平交渉の開始を支持し、36%が敵対行為の継続を支持した。